# Rabie Lafi
Rabie Lafi (ur. 5 marca 1990) – libijski piłkarz grający na pozycji obrońcy. Od 2011 roku jest zawodnikiem klubu Club Africain Tunis.

## Kariera klubowa
Karierę piłkarską Lafi rozpoczął w klubie Al-Ahly Trypolis. W 2007 roku zadebiutował w jego barwach w pierwszej lidze libijskiej. Grał w nim do końca sezonu 2010/2011. Po jego zakończeniu odszedł do tunezyjskiego Club Africain Tunis.

## Kariera reprezentacyjna
W reprezentacji Libii Lafi zadebiutował w 2011 roku. W tym samym roku został powołany do kadry na Puchar Narodów Afryki 2012.